# Az év élőlényei és természeti képződményei Magyarországon
Magyarországon évről évre nemes versengések során választják meg az év élőlényeit és természeti képződményeit, melyek arra hivatottak, hogy minél inkább felhívják a figyelmet minden évben és minden nap a természet szépségeire, a biológiai sokféleségre, ezek megőrzésére és folyamatos védelmére.
A biodiverzitás világszerte visszaszorulóban van, azonban aktív védelméért bárki tehet nap mint nap.
"Ha majd kivágtad az utolsó fát, megmérgezted az utolsó folyót, és kifogtad az utolsó halat, rádöbbensz, hogy a pénz nem ehető." - (Indián mondás)

## Az év élőlényei

### Az év madara Magyarországon
(2010-től)
A Magyar Madártani és Természetvédelmi Egyesület (MME) 1979-ben indította el az „Év madara” programját. Ennek célja, hogy a társadalommal megismertesse azokat a madárfajokat vagy fajcsoportokat, amelyek védelmében a lakosság vagy annak egyes csoportjai (például gazdálkodók, vadászok, pedagógusok) különösen fontos szerepet kaphatnak. Emellett felhívja a figyelmet azokra az érdekütközésekre, konfliktusokra, amelyeket fel kell oldani. Az év madarának csak olyan fajt választanak, amelynek folyamatos védelmében az egyesület tevőlegesen is részt vesz. 2011-ben kísérletképpen internetes szavazással választatták meg, hogy a három ajánlott faj közül melyik legyen 2012-ben az év madara. Az akciót sikeresnek ítélték, ezért a következő években is így választanak.
- 2010-ben: Fecskék
- 2011-ben: Széncinege (Parus major)
- 2012-ben: Egerészölyv (Buteo buteo)
- 2013-ban: Gyurgyalag (Merops apiaster)
- 2014-ben: Túzok (Otis tarda) (Az MME megalakulásának 40. évfordulója alkalmából, nem közönség szavazással)
- 2015-ben: Búbos banka (Upupa epops)
- 2016-ban: Haris (Crex crex)
- 2017-ben: Tengelic (Carduelis carduelis)
- 2018-ban: Vándorsólyom (Falco peregrinus) (20 éves visszatérésének évfordulója alkalmából, nem közönség szavazással)
- 2019-ben: Gólyatöcs (Himantopus himantopus)
- 2020-ban: Erdei fülesbagoly (Asio otus)[1]
- 2021-ben: Cigánycsuk (Saxicola rubicola)[2]
- 2022-ben: Zöld küllő (Picus viridis)[3]
- 2023-ban: Barkóscinege (Panurus biarmicus)[4]
- 2024-ben: Kerecsensólyom (Falco cherrug)[5]
- 2025-ben: Böjti réce (Anas querquedula)[6]

### Az év emlőse Magyarországon
A Vadonleső Program (Agrárminisztérium, Természetmegőrzési Főosztály), a támogató szakmai szervezetekkel egyeztetve, 2014-ben első ízben hirdette meg az Év emlőse rendezvénysorozatot, mely minden évben más és más őshonos emlősállatunkra irányítja a figyelmet, elősegítve azok megismerését és hatékonyabb védelmét.
- 2014-ben: Sün (Erinaceus roumanicus)
- 2015-ben: Ürge (Spermophilus citellus)
- 2016-ban: Denevér (Chiroptera)
- 2017-ben: Mogyorós pele (Muscardinus avellanarius)
- 2018-ban: Földikutya (Nannospalax)
- 2019-ben: Hiúz (Lynx lynx)
- 2020-ben: Vidra (Lutra lutra)[7]
- 2021-ben: Hermelin (Mustela)
- 2022-ben: Törpeegér (Micromys minutus)[8]
- 2023-ban: Közönséges vakond (Talpa europaea)[9]
- 2024-ben: Vadmacska (Felis silvestris)

### Az év hüllője, kétéltűje Magyarországon
A Magyar Madártani és Természetvédelmi Egyesület (MME) Kétéltű- és Hüllővédelmi Szakosztálya 2012-ben indította el a hazai herpetofauna (hüllők és kétéltűek csoportja egy adott régióban vagy időszakban) megismertetését célzó az Év kétéltűje, az Év hüllője programot. Azóta évente váltakozva egy-egy hüllő- vagy kétéltűfajunkra irányítják a figyelmet azzal, hogy Év fajaként nevezik meg.
Ez a program is egyfajta küldetés, amely természeti környezetünk megóvásának fontosságára hívja fel a figyelmet, a benne élő hüllők és kétéltűek bemutatásán keresztül.
- 2012-ben: Lábatlan gyík (Anguis fragilis)
- 2013-ban: Barna ásóbéka (Pelobates fuscus)
- 2014-ben: Mocsári teknős (Emys orbicularis)
- 2015-ben: Dunai tarajosgőte (Triturus dobrogicus)
- 2016-ban: Kockás sikló (Natrix tessellata)
- 2017-ben: Mocsári béka (Rana arvalis)
- 2018-ban: Elevenszülő gyík (Zootoca vivipara)
- 2019-ben: Foltos szalamandra (Salamandra salamandra)
- 2020-ban: Keresztes vipera (Vipera berus)[10]
- 2021-ben: Zöld varangy (Bufotes viridis)[11]
- 2022-ben: Homoki gyík (Podarcis tauricus)[12]
- 2023-ban: Alpesi gőte (Ichtyosaura alpestris)[13]
- 2024-ben: Kaszpi haragossikló (Dolichophis caspius)

### Az év hala Magyarországon
Az év hala programját a Magyar Haltani Társaság kezdeményezi 2010 óta, hogy így is felhívja a figyelmet egyes halfajok jelentőségére, vagy esetleges veszélyeztetett mivoltára.
- 2010-ben: Nyúldomolykó (Leuciscus leuciscus)
- 2011-ben: Kősüllő (Sander volgensis)
- 2012-ben: Széles kárász (Carassius carassius)
- 2013-ban: Menyhal (Lota lota)
- 2014-ben: Magyar bucó (Zingel zingel)
- 2015-ben: Kecsege (Acipenser ruthenus)
- 2016-ban: Compó (Tinca tinca)
- 2017-ben: Európai harcsa (Silurus glanis)
- 2018-ban: Balin (Aspius aspius)
- 2019-ben: Vörösszárnyú keszeg (Scardinius erythrophthalmus)
- 2020-ban: Süllő (Sander lucioperca)
- 2021-ben: Jászkeszeg (Leuciscus idus)[14]
- 2022-ben: Bodorka (Rutilus rutilus)
- 2023-ban: Lápi póc (Umbra krameri)
- 2024-ben: Réticsík (Misgurnus fossilis)[15]

### Az év rovara Magyarországon
A Magyar Rovartani Társaság, működésének 101. évében (alapítás: 1910-ben) első ízben, de a hagyományteremtés szándékával, kijelöli az év rovarát. A kampány célja, hogy a társadalom szélesebb rétegeinek figyelmét egy-egy rovarra hívja fel.  Ezzel nemcsak az adott faj, hanem annak élete, életkörülményei is előtérbe kerülnek, így a rovar bemutatása a természeti folyamatok jobb megértését is elősegítheti.
Első ízben 2011 május 3. péntekjén, majd a későbbiekben a megelőző év utolsó ülésén (december 3. péntekjén) jelentik be és mutatják be a kiválasztott fajt. 2015 óta minden ősszel három fajt jelöl ki a Magyar Rovartani Társaság vezetősége, amelyek közül internetes szavazás választja ki a következő év rovarát.
- 2011-ben: Hétpettyes katica (Coccinella septempunctata)
- 2012-ben: Imádkozósáska (Mantis religiosa)
- 2013-ban: Citromlepke (Gonepteryx rhamni)
- 2014-ben: Földi poszméh (Bombus terrestris)
- 2015-ben: Nagy szentjánosbogár (Lampyris noctiluca)
- 2016-ban: Mezei tücsök (Gryllus campestris)
- 2017-ben: Nagy szarvasbogár (Lucanus cervus)
- 2018-ban: Óriás-szitakötő (Anax imperator)
- 2019-ben: Havasi cincér (Rosalia alpina)
- 2020-ban: Tavaszi álganéjtúró (Trypocopris vernalis)
- 2021-ben: Kacsafarkú szender (Macroglossum stellatarum)[16]
- 2022-ben: Óriás énekeskabóca (Tibicina haematodes)[17]
- 2023-ban: Közönséges temetőbogár (Nicrophorus vespillo)[18]
- 2024-ben: Sisakos sáska (Acrida ungarica)[19]

### Az év fája Magyarországon
(2010-től)
Az Országos Erdészeti Egyesület mozgalma 1996 óta minden évben megválasztja az év fafaját. Az Év Fája mozgalom célja az adott őshonos fafajjal kapcsolatos figyelemfelhívás, ismeretterjesztés mind az erdész szakemberek, mind a nagyközönség számára. 1996-2013 között az Év fája kuratóriuma döntött az év fafajáról, 2013 óta az Év fája honlapon keresztül zajló nyílt on-line szavazáson dől el a következő év fafaja.
- 2010-ben: Ezüst hárs (Tilia tomentosa)
- 2011-ben: Tiszafa (Taxus baccata)
- 2012-ben: Zselnicemeggy (Padus avium)
- 2013-ban: Házi berkenye vagy Kerti berkenye (Sorbus domestica)
- 2014-ben: Mezei juhar (Acer campestre)
- 2015-ben: Kocsányos tölgy (Quercus robur)
- 2016-ban: Mezei szil (Ulmus minor)
- 2017-ben: Vadalma (Malus sylvestris)
- 2018-ban: Virágos kőris (Fraxinus ornus)
- 2019-ben: Sajmeggy (Prunus mahaleb)
- 2020-ban: Tatár juhar (Acer tataricum)[21]
- 2021-ben: Lisztes berkenye (Sorbus aria)[22]
- 2022-ben: Nagylevelű hárs (Tilia platyphyllos)[23]
- 2023-ban: Vénic-szil (Ulmus laevis)
- 2024-ben: Közönséges bükk vagy európai bükk (Fagus sylvatica)[24]

### Az év egyedi fája Magyarországon
Az Év Fája egyedi fája verseny 2002-ben Csehországból indult, az Ökotárs testvérszervezete, a Nadace Partnerství kezdeményezésére, Magyarországon 2010-ben rendezték meg először. Az Ökotárs Alapítvány az Év Fája versennyel a közvetlen környezetünkben élő fákra és általában a természet fontosságára, mindennapi életünkben betöltött szerepére szeretné felhívni a figyelmet. A versenybe bárki nevezhet egy egyedi fát egy történet kíséretében, mely kifejezi, hogy az adott fa miért fontos az őt nevező közösségnek. A versenybe nevezett fák közül az Ökotárs Alapítvány szakmai zsűrije minden évben 12-15 döntőst választ. Közönségszavazáson dől el, hogy közülük melyik kapja az Év Fája elismerést.
- 2010-ben: a letenyei platán.
- 2011-ben: a felsőmocsoládi öreg hárs.
- 2012-ben: az egri termálfürdő területén élő keleti platánfa.
- 2013-ban: a gödöllői Szent István Egyetem (SZIE) botanikus kertjében álló vadkörtefa.
- 2014-ben: a tatai Öreg-tó partján álló platánfa, a vár délnyugati kapujának közelében.
- 2015-ben: a bátaszéki molyhos tölgy; Bátaszék legöregebb fája, a település büszkesége a Szent Orbán-kápolna melletti molyhos tölgy.
- 2016-ban: a Jászai Mari tér legszebb platánja
- 2017-ben: Zengővárkony hős szelídgesztenyéje
- 2018-ban: a pécsi havi-hegyi mandulafa
- 2019-ben: a kaposvári Berzsenyi Dániel Tagiskola udvarán álló kocsányos tölgy, amelyet a helyiek Szabadságfa néven ismernek.[25]
- 2020-ban: a mélykúti templomdombon álló júdásfa
- 2021-ben: a debreceni Csokonai Színház csüngő japánakácai
- 2022-ben: a platán "híd" a tatai Angolkertben a Cseke-tó felett
- 2023-ban: berkenye a szekszárdi Remete-kápolna mellett
- 2024-ben: platánfa az egri Szmrecsányi Lajos Érsekkertben

### Az év vadvirága Magyarországon
Az év vadvirága kezdeményezés megszületése után hamar elérte célját: országos mozgalommá vált, útra indítása óta tucatnyi hazai védett vagy védendő növényfaj került a látókörébe és a természet védelme és a vadon élő növények iránt elkötelezett emberek sokasága érezte magáénak és vett részt az adott év vadvirágához kapcsolódó eseményeken, programokon.
A 2010 végén magánkezdeményezésként indult ötlet túlnőtt saját keretein, lehetőségein és egyre inkább nyilvánvalóvá vált az intézményi háttér hiánya. Ennek érdekében a mozgalom elindítói és kuratóriuma jelentkezőt kerestek, aki az Év vadvirága mozgalmat tovább vinné. A felhívásra jelentkező Magyar Természettudományi Múzeum (MTM) elnyerte a mozgalom kuratóriumának támogatását, így 2015 során fokozatosan az MTM vette át az Év vadvirága mozgalommal kapcsolatos teendőket.
- 2011-ben: Leánykökörcsin (Pulsatilla grandis)
- 2012-ben: Tavaszi hérics (Adonis vernalis)
- 2013-ban: Nyári tőzike (Leucojum aestivum)
- 2014-ben: Szibériai nőszirom (Iris sibirica)
- 2015-ben: Tollas szegfüvek (Dianthus Sect. Plumaria)
- 2016-ban: Mocsári kockásliliom (Fritillaria meleagris)
- 2017-ben: Hóvirág (Galanthus nivalis)
- 2018-ban: Kornistárnics (Gentiana pneumonanthe)
- 2019-ben: Magyar zergevirág (Doronicum hungaricum)
- 2020-ban: Nemes májvirág (Hepatica nobilis)
- 2021-ben: Vetési konkoly (Agrostemma githago)[27]
- 2022-ben: Agárkosbor (Anacamptis morio)[28]
- 2023-ban: Borzas len (Linum hirsutum)[29]
- 2024-ben: Fehér tündérrózsa (Nymphaea alba)

### Az év gyógynövénye Magyarországon
A gyógyszerészet és a gyógynövények története évszázadok óta szorosan összefonódik. Bár a modern gyógyászatban a növényi kivonatok alkalmazása kisebb jelentőségű, mint korábban. A Magyar Gyógyszerésztudományi Társaság a hazai gyógyszerészet tudományos szervezete, amelyen belül a Gyógynövény Szakosztály fogja össze a gyógynövény szakterület művelőit. A Szakosztály célja, hogy tevékenységével hozzájáruljon a gyógynövények szakszerű alkalmazásának terjedéséhez.
Ennek jegyében a Gyógynövény Szakosztály 2013-ban új kezdeményezést indított útjára. Az Év Gyógynövényének megválasztásával évről évre újabb gyógynövényre irányul a figyelem és a kiválasztott növénnyel kapcsolatos ismeretek, hatásával, alkalmazásával összefüggő fontosabb információk az érdeklődők széles köréhez juthatnak el.
- 2013-ban: Máriatövis (Silybum marianum)
- 2014-ben: Citromfű (Melissa officinalis)
- 2015-ben: Galagonya (Crataegus)
- 2016-ban: Kamilla (Matricaria chamomilla)
- 2017-ben: Mák (Papaver)
- 2018-ban: Levendula (Lavandula)
- 2019-ben: Orbáncfű (Hypericum)[31]
- 2020-ban: Bíbor kasvirág (Echinacea)
- 2021-ben: Fekete nadálytő (Nigrum philomela)
- 2022-ben: Közönséges cickafark (Achillea millefolium)[32]
- 2023-ban: Vadgesztenye (Aesculus hippocastanum)[33]
- 2024-ben: Borsmenta (Mentha × piperita)

### Az év gombája Magyarországon
A Magyar Gombász folyóirat kezdeményezésére az Országos Gombász Találkozó résztvevői választják meg az Év Gombáját.
Első alkalommal a VIII. Országos Gombász Találkozón került sor az Év gombájának kiválasztására, 2005-ben.
- 2006-ban: Gyilkos galóca (Amanita phalloides)
- 2007-ben: Sárga rókagomba (Cantharellus cibarius)
- 2008-ban: Varashátú galambgomba (Russula virescens)
- 2009-ben: Gyapjas tintagomba (Coprinus comatus)
- 2010-ben: Pecsétviaszgomba (Ganoderma lucidum)
- 2011-ben: Császárgalóca (Amanita caesarea)
- 2012-ben: Nagy őzlábgomba (Macrolepiota procera)
- 2013-ban: Csoportos csiperke (Agaricus bohusii)
- 2014-ben: Mezei szegfűgomba (Marasmius oreades)
- 2015-ben: Sötét trombitagomba (Craterellus cornucopioides)
- 2016-ban: Lilatönkű pereszke (Lepista personata)
- 2017-ben: Világító tölcsérgomba (Omphalotus olearius)
- 2018-ban: Süngomba (Hericium erinaceus)[36]
- 2019-ben: Bronzos vargánya (Boletus aereus)
- 2020-ban: Csoportos csészegomba (Microstoma protractum)[37]
- 2021-ben: Óriás bocskorosgomba (Volvariella bombycina)[38]
- 2022-ben: Ízletes rizike (Lactarius deliciosus)[39]
- 2023-ban: Disznófülgomba (Gomphus clavatus)[40]
- 2024-ben: Szürke galóca (Amanita excelsa, Amanita spissa)[41]

### Az év természeti képződményei
A Magyarhoni Földtani Társulat 2015-ben indította el „Az év ásványa” és „Az év ősmaradványa” programot, melynek célja a földtudományok két pillérének, az ásványoknak és az ősmaradványoknak a népszerűsítése, valamint az ismeretterjesztés. Az év ásványa és az év ősmaradványa kiemelt szerepet kap a társulat adott évi programjain.

### Az év ásványa Magyarországon
- 2016-ban: Gránát
- 2017-ben: Kvarc
- 2018-ban: Fluorit
- 2019-ben: Galenit
- 2020-ban: Turmalin[42]
- (2021-ben elmaradt)
- 2022-ben: Magnetit[43]
- 2023-ban: Antimonit[44]
- 2024-ben: Korund[45]

### Az év ősmaradványa Magyarországon
- 2016-ban: Nummulites (Szent László pénze)
- 2017-ben: Barlangi medve (Ursus spelaeus)
- 2018-ban: Balatonites balatonicus (Ammonitesz)
- 2019-ben: Komlosaurus carbonis
- 2020-ban: Óriásfogú cápa (Carcharodon megalodon vagy Carcharocles megalodon)[42]
- (2021-ben elmaradt)
- 2022-ben: Óriásszarvas (Megaloceros giganteus)[46]
- 2023-ban: Borostyánkő[44]
- 2024-ben: Gyapjas mamut (Mammuthus primigenius)[47]

### Az év dunai szigete
A Dunai Szigetek blog 2013-ban indította el Az év dunai szigete versenyt, amelynek keretében három sziget közül választhatnak az olvasók.
- 2013-ban: váci Kompkötő-sziget
- 2014-ben: esztergomi Helemba-sziget
- 2015-ben: kismarosi Kismarosi-sziget
- 2016-ban: dunaújvárosi Szalki-sziget
- 2017-ben: Szlovákiába szakadt Csallóköz
- 2018-ban: soroksári Molnár-sziget
- 2019-ben: rácalmási Nagy-sziget
- 2020-ban: ráckevei Kerekzátony-sziget
- 2021-ben: Mohácsi-sziget
- 2022-ben: esztergomi Prímás-sziget
- 2023-ban: soroksári Gubacsi-sziget